# Músculo bíceps da coxa

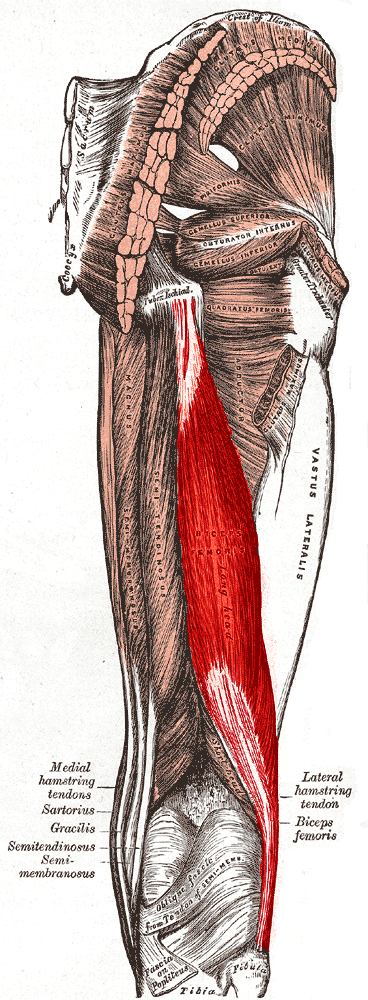
Músculos das regiões glútea e femoral posterior com o músculo atual em destaque

O músculo  bíceps da coxa ou bíceps femoral é um músculo da coxa. Compõe-se de 2 cabeças (ou porções), denominadas curta e longa, com inserção distal comum na cabeça da fíbula e, para alguns autores, também no côndilo lateral (ou externo) da tíbia.
Trata-se de músculo bi-articular, visto que cruza o quadril e o joelho, atuando como extensor naquele e flexor neste. Somam-se às suas ações a rotação lateral do joelho quando tal encontra-se fletido.
Forma o grupo dos isquiotibiais, ou isquiossurais, junto com os músculos semimembranoso e semitendinoso.